# Уикенд Остермана (фильм)
«Уикенд Остермана» (англ. The Osterman Weekend) — американский саспенс-триллер 1983 года режиссёра Сэма Пекинпа, основанного на романе 1972 года Роберта Ладлэма. Главные звёзды фильма — Рутгер Хауэр, Джон Харт, Берт Ланкастер, Деннис Хоппер, Мэг Фостер, Хелен Шейвер, Крис Сарандон и Крэйг Нельсон. Это был последний фильм Пекинпа перед его смертью в 1984 году.

## Сюжет
Жена Лоуренса Фассетта убита по приказу главы ЦРУ Максвелла Дэнфорта. Чтобы отомстить за её смерть, Фассет рассказывает журналисту и автору ток-шоу Теннеру, что его друг Берни Остерман связан с двойными красными агентами. Но Теннер знаком с Остерманом и не может поверить, что тот предатель. Во время уикенда, который Теннер проводит с друзьями, он всё больше убеждается, что все они — предатели, после того как Фассетт подстраивает покушение на его жизнь и похищает его жену, сына и собаку.

## В ролях
- Рутгер Хауэр — Джон Теннер
- Джон Хёрт — Лоуренс Фассетт
- Деннис Хоппер — Ричард Тримейн
- Крэйг Т. Нельсон — Берни Остерман
- Мег Фостер — Эли Теннер
- Крис Сарандон — Джозеф Кардон
- Хелен Шейвер — Вирждиния Тримейн
- Кэсси Йейтс — Бетти Кардон
- Берт Ланкастер — Максвелл Дэнфорт
- Кристин Пекинпа — секретарша Тримейна
- Ян Тршиска — Андрей Микалович

## История создания
Первоначально права на экранизацию купил Уильям Касл. Он попросил Ладлэма написать сценарий, но тот отказался.
Дэвис и Панцер, продюсеры фильмов категории B, купили права на экранизацию у Ларри Джонса, который отказался от этого проекта, не имея возможности разработать удовлетворительный сценарий. Для адаптации запутанного сюжета Ладлэма был привлечён Иэн Мастерс, который, по утверждению Дэвиса, серьёзно изучал теории конспирации и деятельность ЦРУ во всём мире. Алан Шарп занимался разработкой персонажей и написанием диалогов.
Когда сценарий был готов, начались поиски режиссёра. Случайный комментарий привёл продюсеров к Пекинпа. В то время его репутация серьёзно страдала из-за алкоголизма и наркозависимости; большинство студий не хотело с ним связываться из-за его слабого здоровья и склонности враждовать с продюсерами. Это не испугало Дэвиса и Панцера, которые считали, что имя Пекинпа придаст фильму оттенок респектабельности, но из-за его репутации продюсеры вынуждены были искать независимые источники финансирования.
Шарп был недоволен собственным сценарием и поражался, что продюсеры приняли его черновой сценарий за рабочий. Ладлэм готов был бесплатно переписать сценарий; если это и правда, продюсеры этим не воспользовались. Пекинпа терпеть не мог роман Ладлэма и был недоволен сценарием. Он попросил разрешения переписать сценарий, но, прочитав первые переработанные страницы, продюсеры запретили ему дальнейшее вмешательство. Несмотря на недовольство проектом, Пекинпа, отчаявшийся вернуть себе доброе имя в мире кино, немедленно принял предложение.
На пробы пришло множество актёров, заинтригованных возможностью работать с легендарным режиссёром. Многие из утверждённых — Джон Хёрт, Берт Ланкастер, Деннис Хоппер — согласились на гонорары меньше их обычных ради того, чтобы работать с Пекинпа. Актёры относились к нему с огромным уважением и утверждали, что он вложил в картину всё, что мог, несмотря на физическое истощение и проблемы со здоровьем.
Пекинпа удалось уложиться в 54-дневный график и скромный бюджет, но его отношения с продюсерами очень скоро стали агрессивными; к январю 1983, моменту окончания съёмок, они почти не общались.
Режиссёрская версия фильма выдержала всего один пробный показ 25 мая 1983. Публика реагировала неодобрительно, многие ушли в течение первых минут. Дэвис и Панцер, не желая дальнейшей вражды с Пекинпа, надеялись, что он вернётся и сам перемонтирует фильм, но он отказался. Продюсеры не оставалось другого выхода, кроме как уволить Пекинпа и перемонтировать фильм самостоятельно. Как в случаях с «Майором Данди» и «Пэтом Гэрреттом», Пекинпа объявил, что продюсеры испортили его фильм, хотя на этот раз не так громогласно, помня, что студии и продюсеры следят за его поведением.
Фильм не стал блокбастером, хотя собрал $6 млн в США, с успехом прошёл в Европе и пользовался спросом на видео-рынке.

## Награды
В 1983 году фильм получил специальный приз жюри и приз телеканала TF1 на кинофестивале Cognac Festival du Film Policier во Франции.